# Distrikt Pocohuanca
Der Distrikt Pocohuanca liegt in der Provinz Aymaraes in der Region Apurímac im zentralen Süden von Peru. Der Distrikt wurde am 8. Oktober 1951 gegründet. Er besitzt eine Fläche von 87,6 km². Beim Zensus 2017 wurden 1066 Einwohner gezählt. Im Jahr 1993 lag die Einwohnerzahl bei 1312, im Jahr 2007 bei 1158. Die Distriktverwaltung befindet sich in der 3180 m hoch gelegenen Ortschaft Pocohuanca mit 295 Einwohnern (Stand 2017). Pocohuanca liegt 19 km ostnordöstlich der Provinzhauptstadt Chalhuanca.

## Geographische Lage
Der Distrikt Pocohuanca liegt im Andenhochland im Osten der Provinz Aymaraes. Der Río Antabamba durchquert den Distrikt in nordwestlicher Richtung.
Der Distrikt Pocohuanca grenzt im Westen an den Distrikt Yanaca, im Norden an den Distrikt Tapairihua, im Nordosten an die Distrikte El Oro, Pachaconas und Sabaino (alle drei in der Provinz Antabamba) sowie im Süden an den Distrikt Chalhuanca.